# Thésée
Thésée is een gemeente in het Franse departement Loir-et-Cher (regio Centre-Val de Loire). De plaats maakt deel uit van het arrondissement Blois. Thésée telde op 1 januari 2022 1.171 inwoners.
De gemeente telt 470 ha aan wijngaarden. In het gemeentehuis is een klein archeologisch museum gewijd aan de Romeinse geschiedenis van de plaats. Het museum kreeg in 2002 het label Musée de France.

## Geschiedenis
In de Gallo-Romeinse periode lag hier de vicus Tasciaca op de Romeinse weg tussen Tours (Caesarodonum) en Bourges (Avaricum). Een overblijfsel is Les Mazelles, een gebouw uit de tweede eeuw waarvan de functie nog onduidelijk is. Les Mazelles werd in 1841 beschermd als monument historique.
Op de plaats van de voormalige vicus ontstond het dorp Thésée. Het dorp ligt aan de Renne, een zijrivier van de Cher. Op de zuidelijke hellingen boven het dorp waren wijngaarden en op de riviervlakte weilanden. Tussen 1865 en 1869 werd de spoorweg aangelegd door de Compagnie du chemin de fer de Paris à Orléans, die het dorp scheidde van de riviervlakte. Het dorp groeide langs deze spoorweg. Zo werd Thésée een langgerekt dorp van zo'n 800 meter tussen het treinstation en het oude centrum met de dorpskerk. Tussen 1870 en 1880 werd een nieuwe kerk gebouwd op de plaats van de oude vervallen kerk uit de Karolingische tijd. In 1982 werd de nieuwe weg D976 geopend. Deze weg loopt ten zuiden van het dorp en werd aangelegd om het drukke verkeer uit de dorpskern te weren.

## Geografie
De oppervlakte van Thésée bedroeg op 1 januari 2022 17,61 vierkante kilometer; de bevolkingsdichtheid was toen 66,5 inwoners per km². De gemeente ligt op de rechteroever van de Cher, waar de Renne in deze rivier vloeit.
De onderstaande kaart toont de ligging van Thésée met de belangrijkste infrastructuur en aangrenzende gemeenten.

## Demografie
Onderstaande figuur toont het verloop van het inwonertal (bron: INSEE-tellingen).